# Søndersødalen
Søndersødalen er en tektonisk betinget grabenstruktur i kalkundergrunden i Nordsjælland. Dalen forløber fra Øresundskysten i øst til Roskilde Fjord i vest.
Aflejringerne af smeltevandssand fra istiden der udfylder dalen, udgør en meget vigtig grundvandsressource for København.
|  | Denne artikel kan blive bedre, hvis der indsættes geografiske koordinater Denne artikel omhandler et emne, som har en geografisk lokation. Du kan hjælpe ved at indsætte koordinater i wikidata. |